# Oryba kadeni
Oryba kadeni is een vlinder uit de familie van de pijlstaarten (Sphingidae). De wetenschappelijke naam van de soort werd in 1870 gepubliceerd door Ludwig Wilhelm Schaufuss.

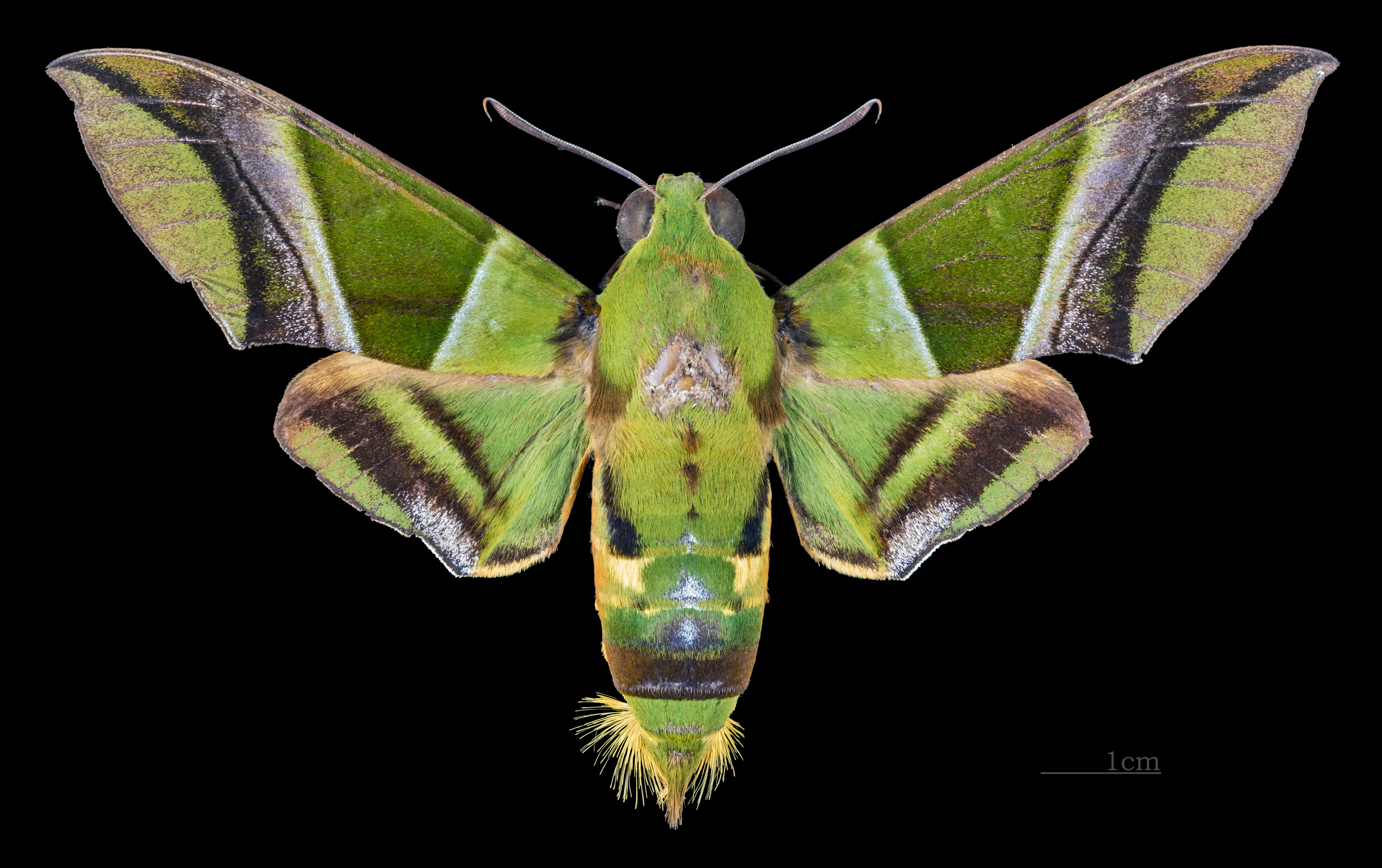
Oryba kadeni ♂
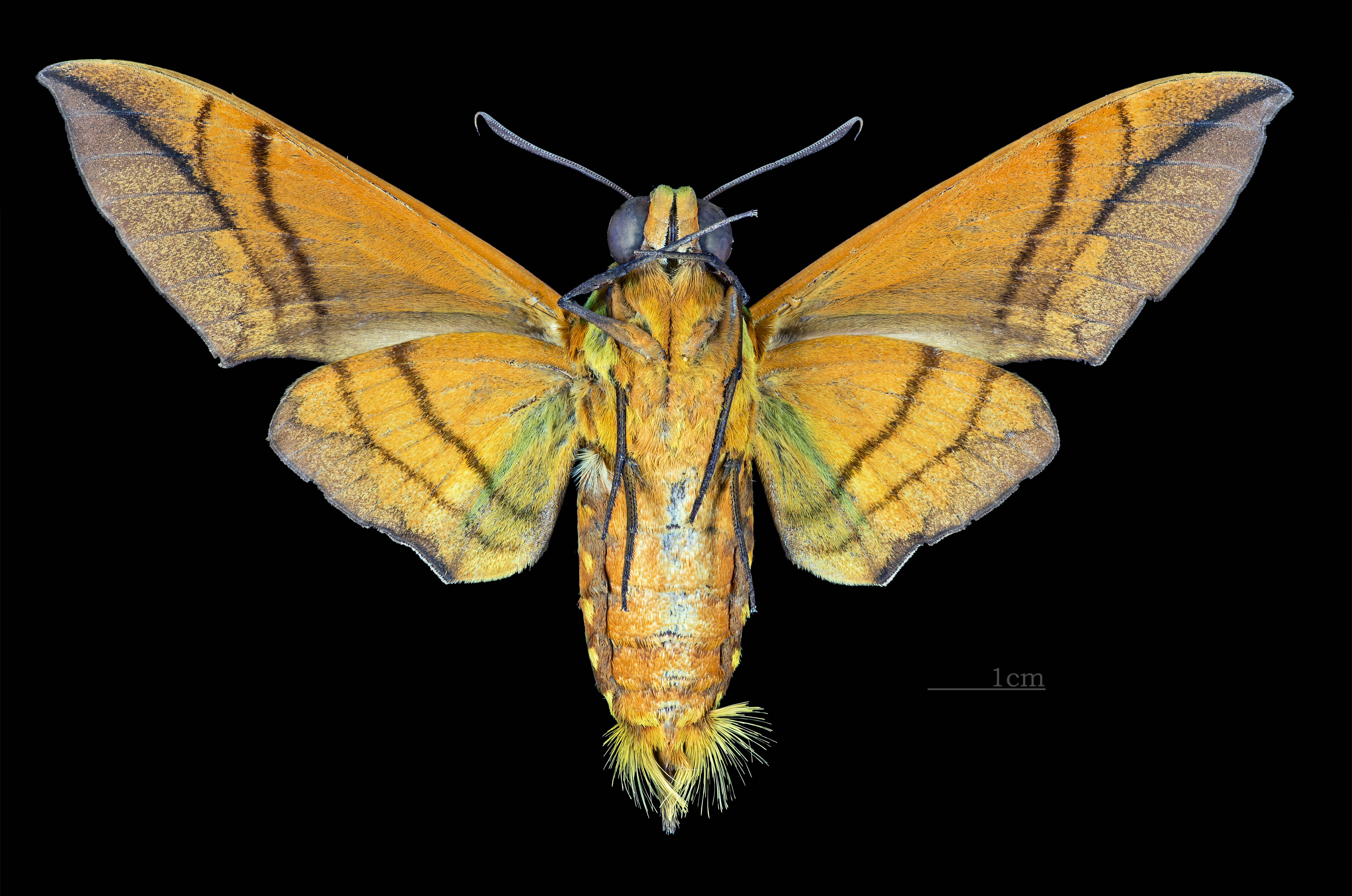
Oryba kadeni ♂  △
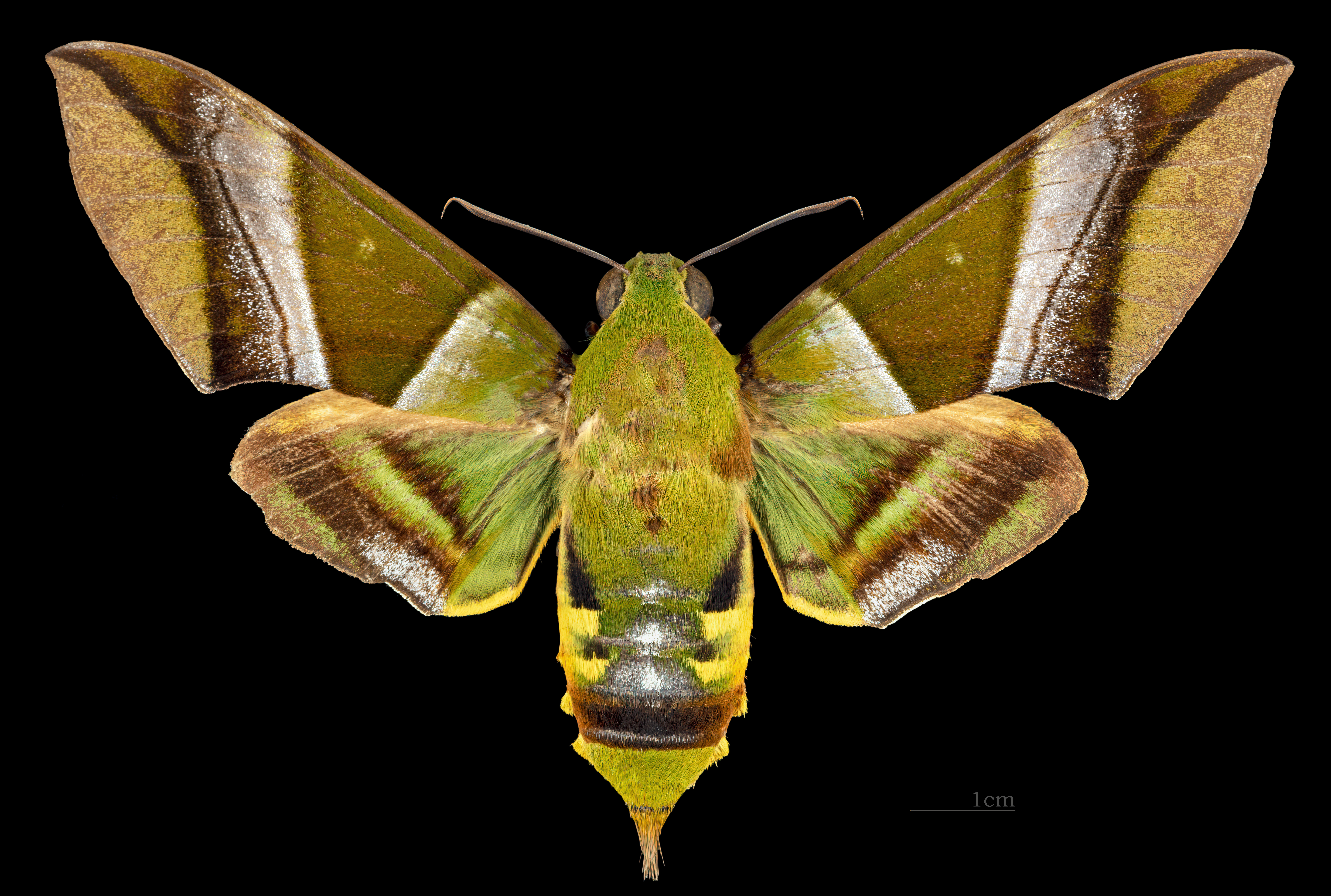
Oryba kadeni  ♀
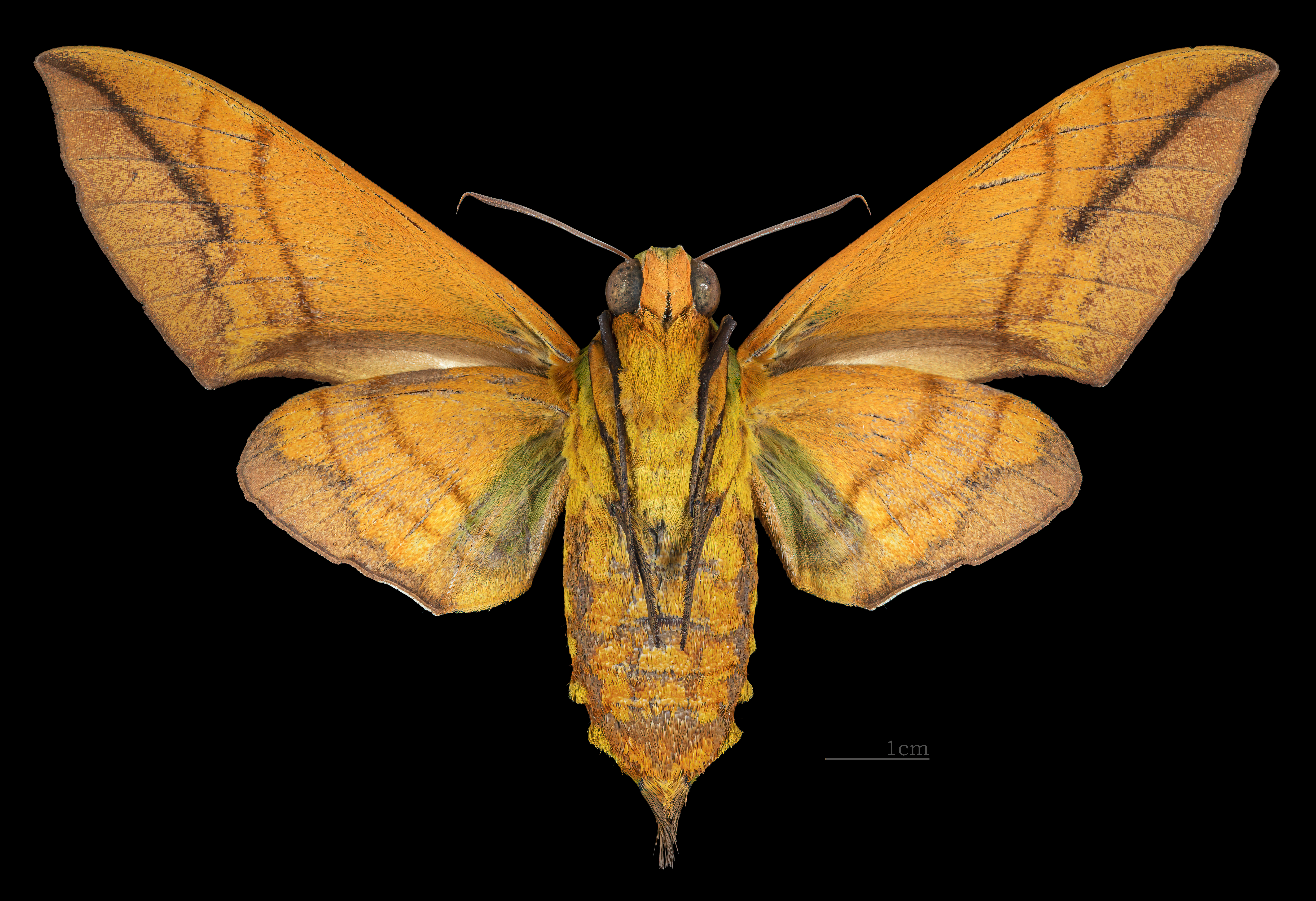
Oryba kadeni  ♀ △